# Сафонов Сергій Дмитрович
Сергій Дмитрович Сафонов (15 червня 1914, Катеринодар — 1988, Харків) — український радянський живописець; член Харківської організації Спілки радянських художників України з 1970 року.

## Біографія
Народився 15 червня 1914 року в місті Катеринодарі (нині Краснодар, Росія). Навчався в робітничих художніх студіях Харкова. Протягом 1936—1938 років брав уроки художньої майстерності у Івана Шульги.
Мешкав у Харкові в будинку на вулиці Сумській, № 46, квартира № 4. Помер у Харкові у 1988 році.

## Творчість
Працював у галузі станкового живопису. Серед робіт:
- «Володимир Ілліч Ленін» (1961);
- «У Горках» (1963);
- «Володимир Ілліч Ленін біля карти» (1965);
- «Володимир Ілліч Ленін на відкритті пам'ятника Карлу Марксу і Фрідріху Енгельсу» (1967);
- «Ленін читає стенограму» (1972)[2];
- «Фелікс Едмундович Дзерджинський» (1979)[2].

Брав участь у республіканських виставках з 1961 року. 
Твори художника представлені в багатьох державних і приватних колекціях в Україні та за кордоном.